# José Cardoso Pires
José Cardoso Pires (2. října 1925 São João do Peso, Portugalsko – 26. října 1998 Lisabon) byl portugalský spisovatel, autor povídek, románů, her a politické satiry.

## Život
Narodil se v obci São João do Peso, části Vila de Rei v okrese Castelo Branco. Přesto, že se narodil ve vnitrozemí, inspiraci čerpal z hlavního města Lisabonu, používal městskou mluvu i městské prostory, které jsou zřetelné v jeho románech a povídkách. Jeho otec byl v obchodním námořnictvu, jeho matka pracovala v domácnosti.
Část jeho rodiny emigrovala do Massachusetts, což bylo hlavním důvodem, proč se přiklonil k americkým literárním stylům v době, kdy Portugalci hledali své vzory ve Francii. Studoval matematiku na univerzitě v Lisabonu, kde publikoval svá první krátká vyprávění. Školu před dokončením opustil a připojil k obchodnímu loďstvu, ze kterého byl propuštěn pro disciplinární problémy. V letech 1969-1972 byl šéfredaktorem deníku Diario de Portugal a přednášel brazilskou a portugalskou literaturu na King's College v Londýně.
V dokumentech vytvořených pro portugalskou televizi popsal, že jako mladý hledal své útočiště v kinech, to ovlivnilo jeho představivost i způsob vyprávění příběhů. Roku 1982 vyšel jeho román Balada da Praia dos Cães (Balada o psí pláži), který portugalský autorský svaz roku 1987 ocenil a v tomtéž roce jej režisér José Fonseca e Costa zfilmoval. Roku 1989 získal Řád za zásluhy a roku 1997 nejvyšší portugalské literární ocenění, Prémio Pessoa.

## Vyznamenání
- komtur Řádu svobody – Portugalsko, 1. října 1985[1]
- velkokříž Řádu za zásluhy – Portugalsko, 4. února 1989[1]